# Fahnenburg

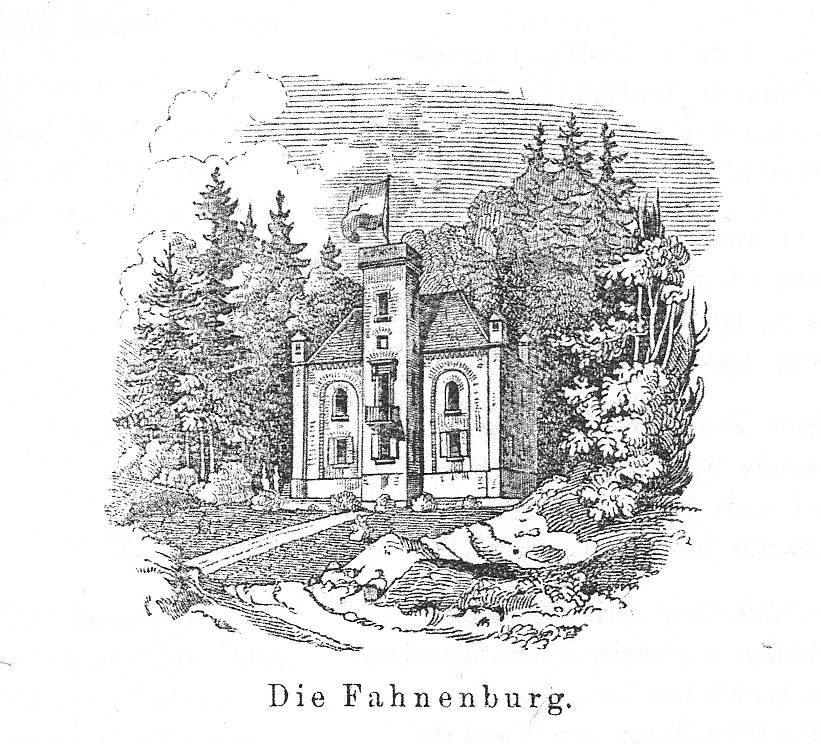
Die Fahnenburg, ursprünglicher Zustand, 1846/1847

Die Fahnenburg war zunächst das 1846 erbaute Forsthaus von Haus Roland in Rath, Kreis Düsseldorf. Der Bauherr des Forsthauses, der Jurist und Historiker Anton Fahne, ließ es ab 1856 zu einem Landhaus bzw. einer Villa mit Gemäldegalerie und Archiv ausbauen und wohnte von 1858 bis 1883 mit seiner Familie ständig darin. Den Namen erhielt das Anwesen nach dem Bauherrn und der burgartigen Anmutung seiner historistischen Architektur. Die Fahnenburg, unterhalb von Haus Roland an einem Wegestern im Übergang zwischen Aaper und Grafenberger Wald gelegen, war von einer Parkanlage und Flächen umgeben, die Mitte des 19. Jahrhunderts zur Durchführung von Künstlerfesten der Düsseldorfer Malerschule genutzt wurden. Im 20. Jahrhundert wurde die Fahnenburg abgerissen. Heute befindet sich an dieser Stelle ein gehobenes Wohngebiet des Düsseldorfer Stadtteils Ludenberg.

## Geschichte

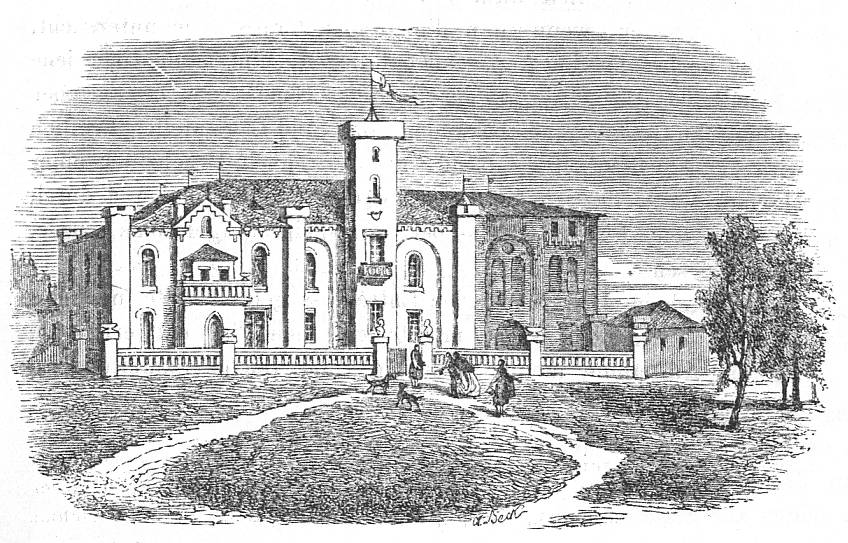
Die Fahnenburg, nach dem Ausbau von 1856/1857, Illustration von August Beck

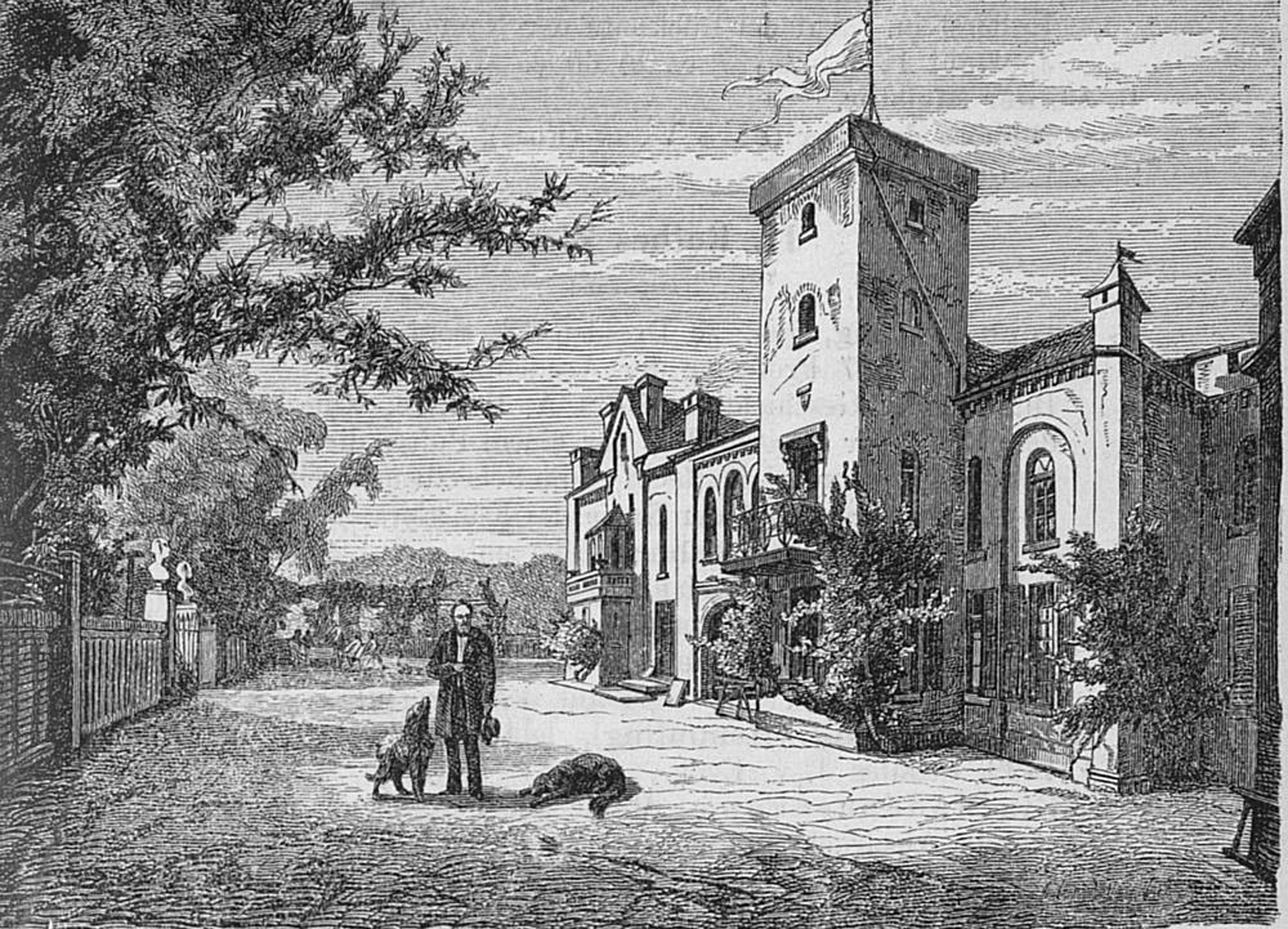
Die Fahnenburg von Südwest in den 1860er Jahren: Im Vordergrund ist der Hausherr Anton Fahne mit seinen Hunden zu sehen, auf der Terrasse im Hintergrund ein geselliger Kreis.

### Baugeschichte
Die Fahnenburg wurde von Anton Fahne, dem Eigentümer des Hauses Roland, schrittweise errichtet. 1846 ließ er auf rechteckigem Grundriss ein zweigeschossiges Forsthaus erbauen. Über der Mittelachse der dreiachsigen Hauptfassade erhob sich ein kleiner Aussichtsturm mit kleinem Balkon. Die Gebäudeecken des mit einem Walmdach gedeckten Hauses waren mit Zinnen betont. 1849 wurde südlich des Hauses ein Pferdestall errichtet. Als man dazu am 18. Mai den Boden einebnete, stieß man laut Fahne auf mehrere Urnen.
1855 fasste Fahne den Beschluss, das Forsthaus zu seinem Wohnhaus zu erweitern. Hierbei plante er auch umfangreiche Räumlichkeiten für die noch auf Haus Roland befindliche Gemäldegalerie und die dortige Büchersammlung ein. In den Jahren 1856 und 1857 ließ Fahne an beiden Seiten des Forsthauses anbauen, so dass sich nach Westen eine lang gestreckte, architektonisch durch Rundbögen und weitere Zinnen geprägte Hauptfassade ergab. Vorgelagert war eine Terrasse mit einer Balustrade und einem Tor. Die Balustrade war durch Pfeiler mit Vasen und Skulpturen gegliedert. Im Geschmack seiner Epoche war das Haus dem Äußeren einer Burg nachgebildet.
Im August 1858 zog Fahne mit Ehefrau Julie geborene Stommel und Tochter Emma sowie komplettem Hausstand von Haus Roland in die Fahnenburg. Dadurch waren die Räumlichkeiten, die den Jahren 1846 bis 1852 großen Künstlerfesten gedient hatten, für derartig große Festivitäten nicht mehr verfügbar. Das Haus diente den Sammlungen des Hausherrn, der Park wurde zu Wohnzwecken hergerichtet. 1888, nach dem Tod Fahnes und dessen Gattin, kamen die Fahnenburg und ihre Sammlungen in den Besitz seines Schwiegersohns, des Buchhändlers Max Pflaum (1841–1908). 1932 gelangte die Kunstsammlung, die Fahne von Haus Roland in die Fahnenburg überführt hatte, die umfangreichste und bedeutendste Privatsammlung Düsseldorfs, bei Julius Stern zur Versteigerung.
Nach der Fahnenburg benannte die Stadt Düsseldorf die heutige Fahneburgstraße, vormals Fahnenburgstraße, im Stadtteil Rath. Für ihren Bau, dem um 1909 die Aufstellung eines Fluchtlinienplans vorausging, musste Ende der 1920er Jahre ein tiefer Geländedurchstich nördlich des Rolander Weges durchgeführt werden. Auf dem Düsseldorfer Stadtplan von 1909 wurde die Fahnenburg inmitten einer mit Baumwuchs bestockten Parzelle als Gebäude östlich des Nordendes der heutigen Ernst-Poensgen-Allee noch als bestehendes Gebäude eingetragen (nahe deren Einmündung in die heutige Fahneburgstraße). Später beseitigte man die Fahnenburg und errichtete ein Wohngebiet, das durch den heutigen Anton-Fahne-Weg erschlossen wird. Wenig östlich davon entstand ab Ende der 1920er Jahre ein Gelände für den Rochusclub.

### Feste
In die Kunst- und Kulturgeschichte ging die Fahnenburg durch große Feste von Künstlern der Düsseldorfer Malerschule ein. Bereits am 3. November 1811 hatte das im Wald nahe der Fahnenburg gelegene „Waldtheater“ von Haus Roland, eine Anlage aus zweireihigen Buchen mit einem Zuschauerparterre, Marie-Louise von Österreich, der Gemahlin Napoleons, zur Belustigung gedient. Am 7. Mai 1846 fand dort unter der Schirmherrschaft des Düsseldorfer Divisionskommandeurs und Neffen des preußischen Königs, Friedrich von Preußen, eine Maifeier statt, an der auch dessen Halbbruder Wilhelm zu Solms-Braunfels und weitere Adelige teilnahmen.
Diesem Fest folgte noch im gleichen Jahr ein Frühlingsfest der Düsseldorfer Maler, das dem Komponisten Felix Mendelssohn Bartholdy gewidmet war. Am 11. Juli 1846 versammelte sich Julius Rietz’ Düsseldorfer Liedertafel mit ihren Gästen aus Elberfeld, Krefeld, Neuss und Solingen dort zu einem weiteren Fest.

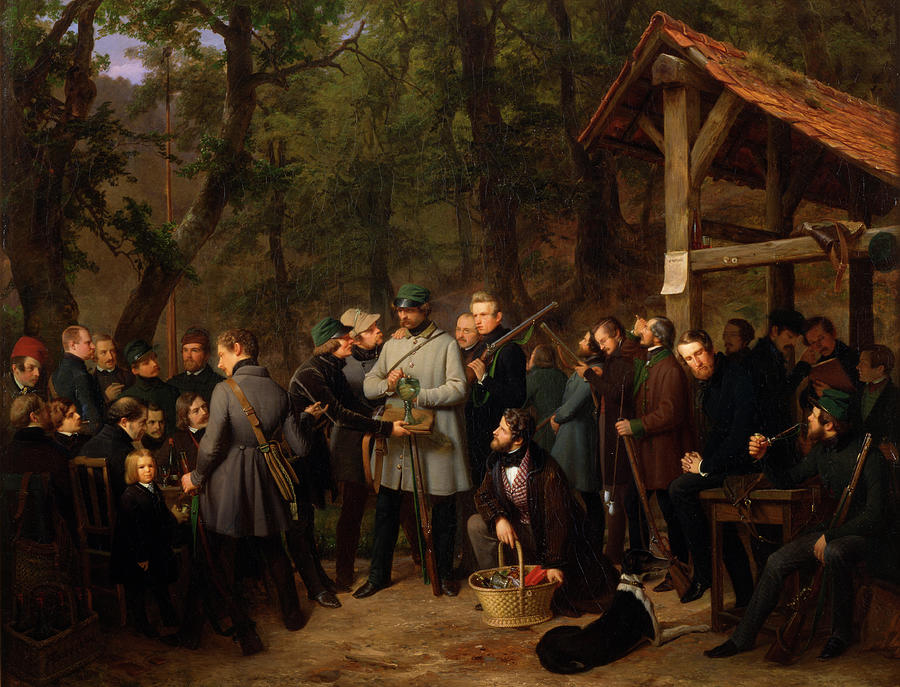
Das Vogelschießen der Düsseldorfer Künstler im Grafenberger Wald, Gemälde von Friedrich Boser und Carl Friedrich Lessing, 1842–1844, The New York Historical

Der Grafenberger Wald, ein Waldgebiet nahe der Fahnenburg, etablierte sich spätestens in der ersten Hälfte der 1840er Jahre als Austragungsort eines Vogelschießens Düsseldorfer Künstler. Davon kündet nicht zuletzt das Gruppenbild  Das Vogelschießen der Düsseldorfer Künstler im Grafenberger Wald, worin Friedrich Boser und Carl Friedrich Lessing in den Jahren 1842 bis 1844 ihre Künstlerfreunde verewigten.

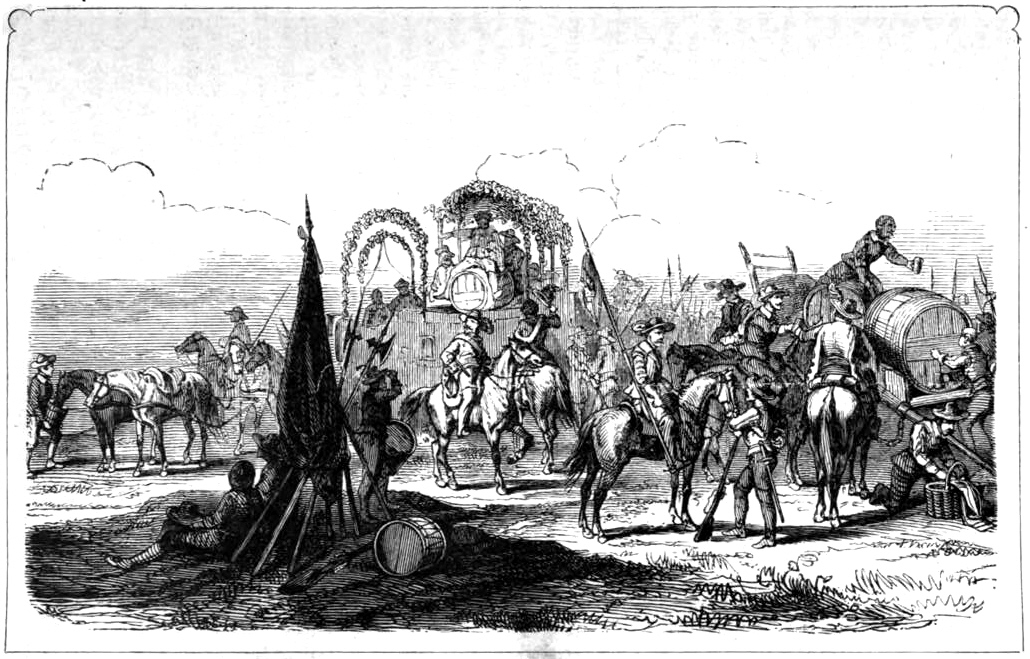
Szene aus dem Düsseldorfer Künstlerfest von 1851: Biwak des Prinzen Rebensaft, Illustration um 1863

Die ersten Künstlerfeste der Düsseldorfer Malerschule im engeren Bereich der Fahnenburg fanden 1840, 1846 und 1850 statt, noch ohne künstlerischen Leitgedanken. Erst das vierte Künstlerfest, das am 14. Juli 1851 gefeiert wurde, stand unter dem Motto „Auszug des Prinzen Rebensaft“ und war künstlerisch als ein Festzug in Kostümen aus der Zeit des Dreißigjährigen Krieges konzipiert, der sich von der Stadt aus der Fahnenburg näherte. Dabei wurden Pferde und Wagen mit Fahnen geschmückt und von einer Kapelle unter Leitung von Julius Tausch Musik gespielt. Einem Trupp Reitern, einem „General“ und seinen Adjutanten folgte unter Führung eines „Hauptmanns“ eine Gruppe von Landsknechten. Im Mittelpunkt des Zuges stand „Prinz Rebensaft“, umgeben von Pagen und Zeremonienmeistern, die sich um eine große Maibowle kümmerten. In einem geschmückten Wagen saß der Prinz majestätisch auf einem Thron und schickte sich an, die „Prinzessin Waldmeister“ zu befreien, welche auf der Fahnenburg vom „Ritter Durst“ gefangen gehalten wurde. Im Gefolge des Prinzen tummelte sich die Figur eines Don Quijote mit Schildknappe Sancho Pansa sowie eine Entourage aus „fremden Gesandten“, darunter auch Indianer aus der Neuen Welt. Es folgte dann ein Wagen, auf dem zwischen Himmelsgloben, Folianten und Instrumenten der „Hofastrologe und sonstige weisen Räthe“ saßen. Ihm schlossen sich lärmende und singende Bauern mit Sensen und Dreschflegeln sowie eine Abteilung Jäger mit ihren Büchsen und grünen Hüten an. Angekommen an der Fahnenburg wurde unter Knallen der Flinten und Erschallen von Waldhörnern die Erstürmung der Burg und die Befreiung der Prinzessin inszeniert. Es folgte die Vermählung des Prinzenpaars und ein festliches Gelage.

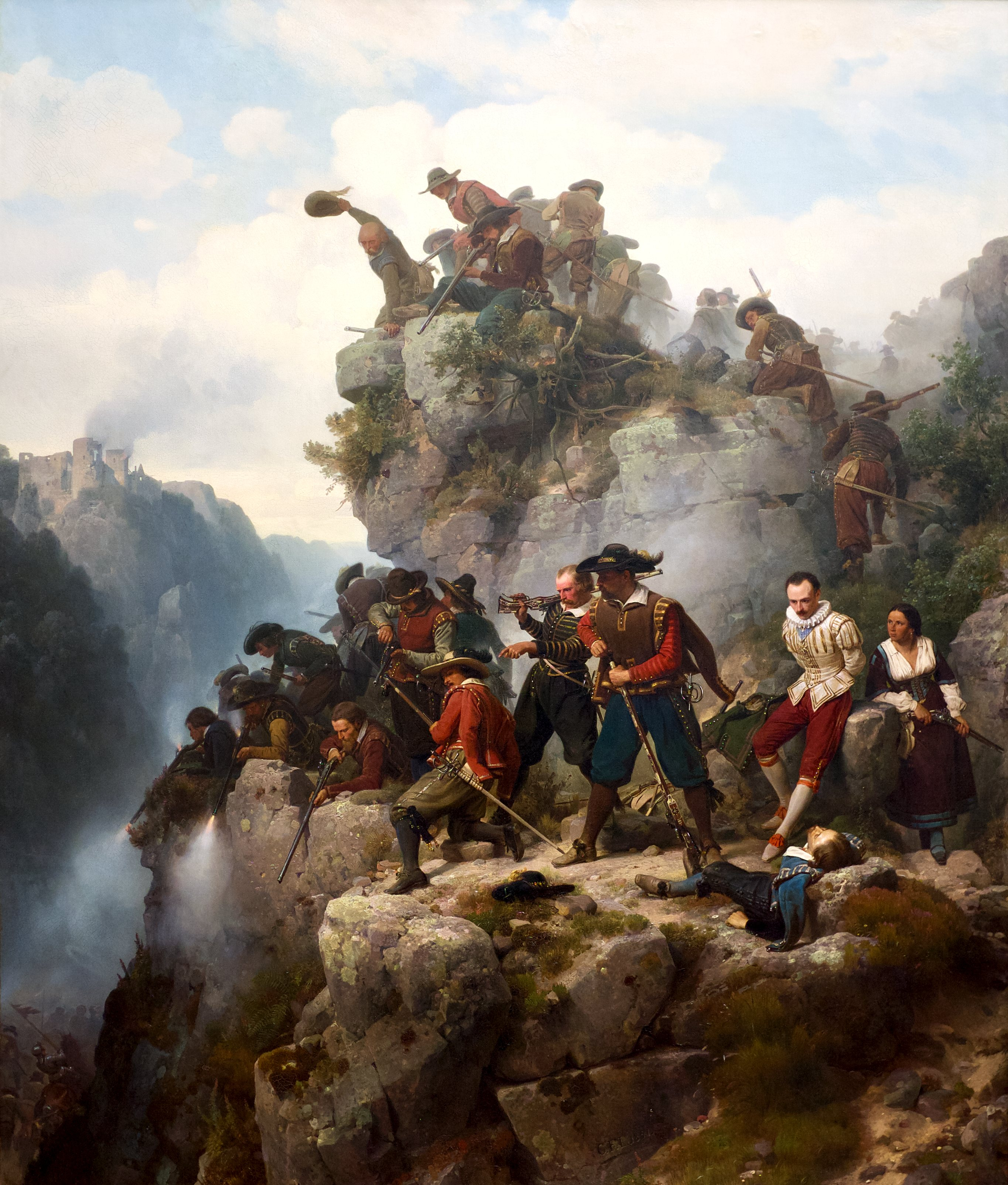
Carl Friedrich Lessing: Schützen am Engpass, 1851, Alte Nationalgalerie, Berlin

Die Kapitulation wurde in einer Urkunde von Fahne festgehalten sowie von ihm und seinen Gästen unterzeichnet, unter ihnen Andreas Achenbach (einer der Zeremonienmeister) und Oswald Achenbach, Otto Arnz, Magnus Thulstrup Bagge, August Beck, Hermann Becker, Clemens Bewer, Hermann Both, Christian Eduard Boettcher, Alfred Bournye, Alfred Breitenstein, Richard Burnier, Wilhelm Busch, August Cappelen, Carl und Lorenz Clasen, Ludwig Des Coudres, Heinrich von Dörnberg, Emil Ebers, Carl Gottfried Eybe, Joseph Fay, Theodor Franken, Eduard Geselschap, Charles de Groux, Hans Fredrik Gude, Eugene von Guerard, Friedrich und Peter Heinrich Happel, Johann Peter Hasenclever, Friedrich Heunert, Friedrich Hiddemann, Joseph Hoegg, Wilhelm Höffert, Carl Wilhelm Hübner, Georg Jabin, Eastman Johnson, Rudolf Jordan, Joseph Kehren, August Kessler, Wilhelm Klein, Ludwig Knaus, Otto Knille, Christian Köhler, Wilhelm Krafft, Benjamin Kratz, Jean-Jules Adrien Kunkler, Siegmund Lachenwitz, Carl Friedrich Lessing, Emanuel Leutze (ein weiterer Zeremonienmeister), Johann Wilhelm Lindlar, Philip Moravier Lindo, Friedrich Ludy, Hermann Mevius, Alexander Michelis, Theodor Mintrop, Wolfgang Müller von Königswinter, Alexander Neumann, Theodor Nocken, Adolph Northen, Moritz Pläschke, Gustav Quentell, Matthias Radermacher, Julius Roeting, Carl Rötteken, Friedrich Rückert, Valentin Ruths, Peter Schwingen, Adolf Seel, Johann Richard Seel, August Siegert, Julius Tausch, Adolph Tidemand, Louis Toussaint, Moritz Ulffers, Benjamin Vautier, Wilhelm Volkhart, August Weber, Worthington Whittredge, Franz Wieschebrink, Balduin Wolff, Fritz Wolff und Julius Zielke.
Der Maler Otto Knille hielt seine Eindrücke in dem Gemälde Künstlerfest an der Fahnenburg (1851) fest. Das Bild wird auch Erstürmung der Fahnenburg im Grafenberger Wald genannt. Es befand sich im Besitz des Künstlervereins Malkasten und hing im „Schadow-Saal“ des Malkasten-Hauses in Düsseldorf, ehe es im Dezember 1971 entwendet wurde. Kostüme aus dem Dreißigjährigen Krieg, die die Künstler zu dem Künstlerfest trugen, dienten dem Maler Carl Friedrich Lessing zeitgleich als Anschauungsmaterial für das Gemälde Schützen am Engpass (1851).

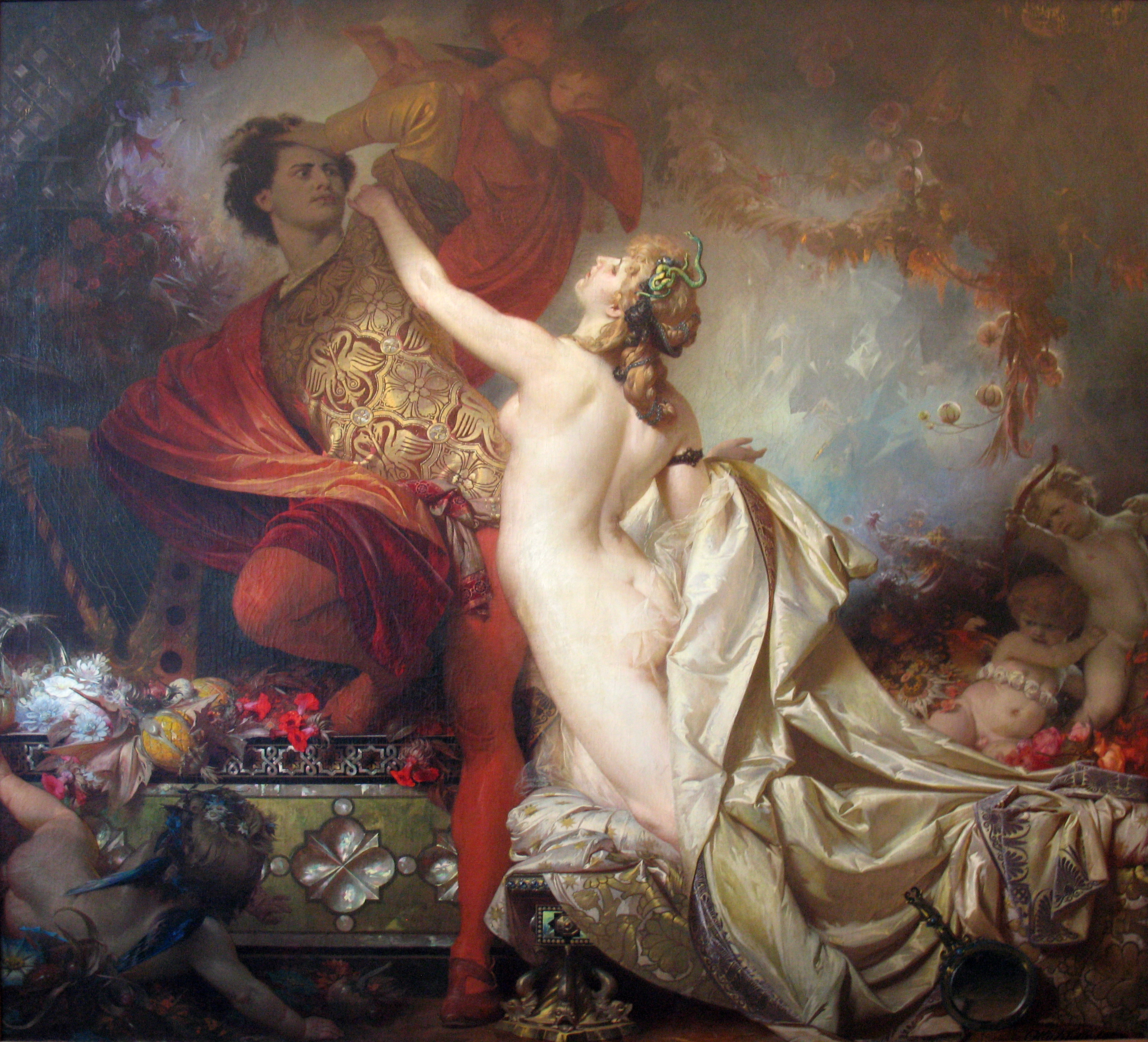
Otto Knille: Tannhäuser und Venus, 1873, Alte Nationalgalerie, Berlin

Das nächste Künstlerfest fand am 12. Juni 1852 erneut im großen Stil statt und stand unter dem Motto „Auszug der Frau Venus nach dem Venusberge“. In einem von sechs Schimmeln gezogenen Wagen, in dem eine Venus in einer Muschel auf einem „rosigen Kissen“ saß und sich unter einem von Rosen berankten Baldachin an Tannhäusers Brust schmiegte, zog dessen Hofstaat unter musikalischer Begleitung von Violinen und Flöten von der Stadt Düsseldorf zur Fahnenburg hinauf. Der Hofstaat bestand aus Tannhäusers Pagen und verschiedenen Sänger-, Sagen- und Rittergestalten, darunter dem getreuen Eckart, Artus, Parzival, dem Zauberer Klingsor auf einem großen Drachen, einem Rheingrafen, dem Rattenfänger von Hameln, Landsknechten mit einem Baggage- und Monitionswagen, Knappen und Jägern, unter ihnen dem „Wilden Jäger“ Hanns von Hackelberg, dem Hofnarren Kunz von der Rosen, einem Gefolge schwarzer Diener in orientalischen Rüstungen sowie einem Anhang aus „Kobolden und allerhand Unthieren, welche von einem zwergenhaften, greisen Könige auf kleinem, zottigen, mit Gold und Edelsteinen reich geschmücktem Pferde befehligt“ wurden. Den Zug beschloss eine „mittelalterlich gekleidete, deutsche Zechgesellschaft“ auf einem bekränzten Wagen mit Weinfässern. Während des Zuges wurde in einem Hohlweg eine Schlacht inszeniert, in der Tannhäuser in Gefangenschaft geriet. Venus und ihren Kämpfern gelang jedoch dessen Befreiung. Anschließend gaben sich Freund und Feind an der Fahnenburg auf dem „Venusberg“ einem Gelage hin, dessen Verlauf ein Sängerwettstreit, scherzhafte Vorträge und ein Feuerwerk krönten.
Der Schriftsteller Friedrich Wilhelm Hackländer ließ sich durch Eindrücke, die er als Gast der Veranstaltung gewonnen hatte, zu der Künstlergeschichte Der Tannhäuser (1860) und zu seinem Künstlerroman (1866) inspirieren, Otto Knille zu seinem Gemälde Tannhäuser und Venus (1873). Die Leipziger Illustrirte Zeitung berichtete ausführlich von Künstlerfest des Jahres 1852, wie sie es von dem Fest des Vorjahres auch getan hatte.
In den folgenden Jahren kamen trotz Anregung aus der Künstlerschaft keine neuen Künstlerfeste auf der Fahnenburg zustande.